# Landuma
Los landuma constituyen un grupo étnico que vive en Guinea, en África occidental, entre el río Nunez y el río Fatala, y en Guinea-Bissau, en la zona que rodea a la ciudad meridional de Catió. Hablan un dialecto bagá. La mayor parte de los landuma de Guinea están siendo asimilados por la población más numerosa de habla susu que vive en la costa.
- Datos: Q3217080
- Multimedia: Landuma people / Q3217080